# Лондра, Пауло
Пауло Эзекиэль Лондра (Paulo Ezequiel Londra; родился 12 апреля 1998 года) — аргентинский рэпер и певец. Его музыка возглавляет аргентинские чарты и пользуется большим успехом в Аргентине и Латинской Америке. В 2018 году он стал аргентинским артистом с наибольшим количеством прослушиваний на Spotify и YouTube благодаря своим синглам «Adán y Eva», «Nena maldición» и «Chica paranormal», а также совместным работам «Cuando te besé» с Бекки Джи (который дебютировал с первой строчки в чарте Billboard Argentina Hot 100) и «Te amo» с группой Piso 21.
Номинант нескольких наград, включая Gardel Awards, MTV Millennial Awards, MTV Europe Music Awards.

## Биография
Пауло Лондра родился в Кордове, Аргентина, 12 апреля 1998 года. Сын отца-жандарма и матери-домохозяйки, Пауло никогда не имел никаких музыкальных стимулов, пока в возрасте 11 лет по рекомендации сестры не увидел фильм «Восьмая миля» с рэпером Эминемом в главной роли, который полностью втянул его в мир рэпа и хип-хопа.
В 14 лет он впервые выступил на соревнованиях по фристайлу, в турнире, известном как Sin Escritura («Без писанины»). Однако Пауло признался, что ему не очень удаются рэп-баттлы, так как в них обычно побеждают рэперы с наиболее агрессивными барами, и он продемонстрировал другой, более мелодичный и техничный стиль. Окончив среднюю школу он поступил в университет, где два года изучал право и продолжал сочинять рэп и участвовать в баттлах.
Выход из зоны комфорта и фристайл на площадях помог ему справиться с застенчивостью и положил начало соревновательному периоду, длившемуся около пяти лет. Он сформировал свой стиль, сражаясь на соревнованиях по фристайлу в качестве так называемого El Quinto Escalón, и быстро перешел в латинский трап.

## Карьера
В августе 2018 года Лондра записал сингл «Cuando te besé», вместе с американской певицей Бекки Джи. Песня дебютировала на первом месте в чарте Billboard Argentina Hot 100 и оставался там в течение нескольких недель, а также достигла 45-го места в чарте Hot Latin Songsв США.
В ноябре 2018 года выпустил сингл «Adán y Eva», который не только достиг первого места в чарте Billboard Argentina Hot 100, но и который получил премию Premio Gardel в категории «Лучшая песня/альбом в жанре урбан». Эта песня стала его первым мировым хитом, возглавив чарты в Коста-Рике, Перу, Уругвае и Эквадоре, а в Европе попал в чарты Бельгии, Испании, Италии и Португалии. Согласно аналитическим исследованиям и отчётам компании S-Money, песня «Adán y Eva» стала 10-й песней в мире, которая принесла больше всего денег, собрав более трёх миллионов долларов, а Лондра, благодаря этому достижению, стал самым прослушиваемым аргентинским артистом во всем мире на Spotify в тот год.

## Музыкальный стиль
В начале карьеры Лондра исполнял рэп, но затем овладел широким спектром музыкальных жанров, включая хип-хоп, поп-рок, латинский трап, реггетон и некоторые баллады. Другой его особенностью, отличающей его от большинства урбан-исполнителей, заключается в том, что, в отличие от них, Лондра избегает в своих песнях таких тем, как насилие, женоненавистничество, оскорбления или наркотики, и больше говорит о таких темах, как дружба, романтика, одиночество и Бог. Среди своих самых известных влияний он сам часто говорит, что считает Эминема своим главным вдохновителем, хотя другие артисты, такие как Fianru и Movimiento Original, также упоминались в качестве вдохновителей его музыки.6 Он также неоднократно выражал через Instagram свою фанатичную любовь к канадской певице Аврил Лавин.

## Личная жизнь
8 апреля 2020 года в своих социальных сетях Лондра сообщил, что станет отцом вместе со своей тогдашней партнершей Росио Морено. 17 июля их первая дочь, Изабелла, родилась в клинике в родном городе певца. В начале 2022 года Лондра и Морено подтвердили свое расставание во время второй беременности. 21 февраля 2022 года родилась вторая дочь Лондры, Франциска.

## Дискография
- Homerun (2019)
- Back to the Game (2022)

## Награды и номинации
| Год  | Награда                                                 | Категория                                                     | Номинированная работа | Результат | Ссылка        |
| ---- | ------------------------------------------------------- | ------------------------------------------------------------- | --------------------- | --------- | ------------- |
| 2018 | Jerónimo Awards                                         | Special Distinction                                           | —                     | Победа    | [ 21 ]        |
| 2018 | Kids' Choice Awards Argentina                           | Best New Artist                                               | —                     | Номинация | [ 22 ]        |
| 2018 | MTV Europe Music Awards                                 | Best Latin America South Act                                  | —                     | Номинация | [ 23 ]        |
| 2018 | Quiero Awards                                           | Best Urban Video                                              | «Te Amo»              | Номинация | [ 24 ]        |
| 2018 | Quiero Awards                                           | Best Collaboration                                            | «Cuando Te Besé»      | Номинация | [ 24 ]        |
| 2018 | Martín Fierro Digital Awards                            | Best Music Artist                                             | —                     | Номинация | [ 25 ]        |
| 2018 | Latin Music Italian Awards                              | Best Latin Revelation of The Year                             | —                     | Номинация | [ 26 ]        |
| 2018 | Latin Music Italian Awards                              | Favorite Liryc Song                                           | «Te Amo»              | Номинация | [ 26 ]        |
| 2019 | Heat Latin Music Awards                                 | Best New Artist                                               | —                     | Номинация | [ 27 ]        |
| 2019 | Gardel Awards                                           | Best Urban/Trap Song or Album                                 | «Adán y Eva»          | Победа    | [ 28 ] [ 29 ] |
| 2019 | Gardel Awards                                           | Best Urban/Trap Song or Album                                 | «Chica Paranormal»    | Номинация | [ 28 ] [ 29 ] |
| 2019 | Gardel Awards                                           | Best Urban/Trap Song or Album                                 | «Dímelo»              | Номинация | [ 28 ] [ 29 ] |
| 2019 | Gardel Awards                                           | Best Urban/Trap Song or Album                                 | «Cuando Te Besé»      | Номинация | [ 28 ] [ 29 ] |
| 2019 | Gardel Awards                                           | Collaboration of the Year                                     | «Cuando Te Besé»      | Номинация | [ 28 ] [ 29 ] |
| 2019 | Gardel Awards                                           | Best Urban/Trap Collaboration                                 | «Cuando Te Besé»      | Победа    | [ 28 ] [ 29 ] |
| 2019 | Gardel Awards                                           | Best New Artist                                               | —                     | Номинация | [ 28 ] [ 29 ] |
| 2019 | MTV Millennial Awards                                   | Best Argentine Instagrammer                                   | —                     | Номинация | [ 30 ]        |
| 2019 | MTV Millennial Awards                                   | Instacrush                                                    | —                     | Номинация | [ 30 ]        |
| 2019 | MTV Millennial Awards                                   | Argentine Artist of the Year                                  | —                     | Номинация | [ 30 ]        |
| 2019 | MTV Millennial Awards                                   | Hit of the Year                                               | «Adán y Eva»          | Победа    | [ 30 ]        |
| 2019 | MTV Millennial Awards                                   | Collaboration of the Year                                     | «Cuando Te Besé»      | Номинация | [ 30 ]        |
| 2019 | Youth Awards                                            | Best New Artist                                               | —                     | Номинация | [ 31 ]        |
| 2019 | Latin American Music Awards                             | New Artist of the Year                                        | —                     | Номинация | [ 32 ]        |
| 2019 | LOS40 Music Awards                                      | LOS40 Global Show Award                                       | «Adán y Eva»          | Номинация | [ 33 ]        |
| 2019 | Latin Grammy Awards                                     | Best New Artist                                               | —                     | Номинация | [ 34 ]        |
| 2019 | [[2019 MTV Europe Music Awards\|MTV Europe Music Awards | Best Latin America South Act]]                                | —                     | Номинация | [ 35 ]        |
| 2019 | Martín Fierro Fashion Awards                            | Best Male Singer Style                                        | —                     | Номинация | [ 36 ]        |
| 2019 | Quiero Awards                                           | Best Male Artist Video                                        | «Adán y Eva»          | Номинация | [ 37 ]        |
| 2019 | Quiero Awards                                           | Best Trap Video                                               | «No Puedo»            | Номинация | [ 37 ]        |
| 2019 | Quiero Awards                                           | Best Urban Video                                              | «Adán y Eva»          | Номинация | [ 37 ]        |
| 2019 | Quiero Awards                                           | Best Video of the Year                                        | «Adán y Eva»          | Номинация | [ 37 ]        |
| 2019 | Martín Fierro Digital Awards                            | Best Music Artist                                             | —                     | Номинация | [ 38 ]        |
| 2020 | Billboard Latin Music Awards                            | Best New Artist of the Year                                   | —                     | Номинация | [ 39 ]        |
| 2020 | Lo Nuestro Awards                                       | Album of the Year                                             | Homerum               | Номинация | [ 40 ]        |
| 2020 | Lo Nuestro Awards                                       | Video of the Year                                             | «Party»               | Номинация | [ 40 ]        |
| 2020 | Lo Nuestro Awards                                       | Urban/Trap Song of the Year                                   | «Adan y Eva»          | Номинация | [ 40 ]        |
| 2020 | Spotify Awards                                          | Most Followed Artist                                          | —                     | Номинация | [ 41 ]        |
| 2020 | Spotify Awards                                          | Most-Streamed Male Artist on Consoles                         | —                     | Номинация | [ 41 ]        |
| 2020 | Spotify Awards                                          | Most-Streamed Male Artist — For Users From 13 to 17 Years Old | —                     | Номинация | [ 41 ]        |
| 2020 | Heat Latin Music Awards                                 | Best South Artist                                             | —                     | Номинация | [ 42 ]        |
| 2020 | Your Urban Music Awards                                 | Top Latinoamerican Urban Arstist                              | —                     | Номинация | [ 43 ]        |
| 2020 | Gardel Awards                                           | Album of the Year                                             | Homerum               | Номинация | [ 44 ]        |
| 2020 | Gardel Awards                                           | Best Urban/Trap Song or Album                                 | Homerum               | Номинация | [ 44 ]        |
| 2020 | Gardel Awards                                           | Best Urban/Trap Collaboration                                 | «Party»               | Номинация | [ 44 ]        |
| 2020 | Gardel Awards                                           | Best Urban/Trap Collaboration                                 | «Sólo Pienso En Ti»   | Номинация | [ 44 ]        |